# نايجل ويليامز جوس
نايجل ويليامز جوس (بالإنجليزية: Nigel Williams-Goss)‏ مواليد 16 سبتمبر 1994 في هابي فالي، هو لاعب كرة سلة محترف أمريكي ويحمل الرقم 5. يبلغ طوله 6 قدم 3 بوصة (1.9 م). يلعب مع الفريق الممثل لجامعة قونزاقا. فاز ببطولة العالم تحت 19 سنة في سنة 2013.

## روابط خارجية
- نايجل ويليامز جوس على موقع الاتحاد الدولي لكرة السلة (الإنجليزية)
- نايجل ويليامز جوس على موقع إن بي أي (الإنجليزية)
- نايجل ويليامز جوس على موقع سبورتس رفرنس (الإنجليزية)
- نايجل ويليامز جوس على موقع الدوري الإسباني لكرة السلة (الإسبانية)
- نايجل ويليامز جوس على موقع كرة السلة الأوروبية.كوم (الإنجليزية)
- نايجل ويليامز جوس على موقع إي إس بي إن.كوم (الإنجليزية)
- نايجل ويليامز جوس على موقع كلية كرة السلة في سبورتس رفرنس.كوم (الإنجليزية)
- نايجل ويليامز جوس على موقع ريلجم (الإنجليزية)
- نايجل ويليامز جوس على موقع بروبوليرز (الإنجليزية)
- نايجل ويليامز جوس على موقع سبورتس رفرنس (الإنجليزية)